# Gornji Čajdraš
Gornji Čajdraš je naseljeno mjesto u gradu Zenici, Federacija Bosne i Hercegovine, BiH.
Gornji Čajdraš je smješten na starom karavanskom putu između Zenice i Viteza, preko Vjetrenica. Sedamdesetih godina 20. stoljeća kroz selo je izgrađena asfaltirana cesta koja je povezala Zenicu i Vitez. 
1977. godine podignuta je mjesna župna crkva Srca Isusova.

Čajdraš je teško stradao u bošnjačko-hrvatskom sukobu. Borbe su trajale kratko, a odnio je dosta života. U obrani ili od posljedica rata nema više 26 osoba. Od 18. travnja 1993. iz župe je prognano i otišlo 870 osoba, a do kraja 1993. spaljene su 34 kuće.
Osim borbi, veliki neprijatelj bila je studenoga 1993. godine u Čajdrašu rana zima, pa su pored straha, studeni i neizvjesnosti, dobili novog neprijatelja: glad, jer puni mjesec dana nisu dobili ništa iz Logističkog centra Općine Zenica. Stanovnike su pogađale svakodnevna prisilna odvođenja ljudi iz njihovih domova, progoni, pljačke, paljevine, miniranja, abnormalne skupoće, nemogućnost privređivanja, jer nisu mogli ni drva pripremiti da bi ih žene mogle odvesti do tržnice i kako bi mogle nešto zaraditi. Kroničar je zapisao da ga muče provokacije, bezdušan odnos vlasti i činjenica da počinitelji raznih kaznenih djela ostaju nepoznati, ili, štoviše "od vlasti zaštićeni". Kronika čajdraškog župnika vlč. Bože Markotića i njegova nasljednika Tome Kneževića bila je dokazom na haškim suđenjima za zločine nad Hrvatima središnje Bosne.
Etnička slika čajdraških prostora i prostora naselja Vjetrenice promijenjena tijekom bošnjačko-hrvatskih sukoba, a pogotovo poraća. Muslimani su prije bili samo u Vjetrenici i Donjem Čajdrašu, a poslije rata su se u većem ili manjem broju naselili i u druge dijelova Čajdraša. Promjena etničke slike je jedna od negativnih posljedica rata. Čajdraš je poslije rata dobio džamiju, 28. na zeničkom prostoru. Mons. Tomo Knežević istakao je u svojoj knjizi iz 2012. Čajdraš u mome srcu čestitke Hrvata katolika, koju je uputio aktualni čajdraški župnik povodom otvaranja tog vjerskog objekta, u nadi da će se iz njega širiti ne samo molitva, "nego i govor dobrote, ljubavi i tolerancije; govor dijaloga i uvažavanja; glas mira i praštanja."

## Stanovništvo

### Popisi 1971. – 1991.
| Gornji Čajdraš     |                |              |              |
| godina popisa      | 1991.          | 1981.        | 1971.        |
| Hrvati             | 1.141 (83,40%) | 429 (93,66%) | 299 (99,33%) |
| Muslimani          | 161 (11,76%)   | 10 (2,18%)   | 0            |
| Srbi               | 4 (0,29%)      | 3 (0,65%)    | 1 (0,33%)    |
| Jugoslaveni        | 31 (2,26%)     | 10 (2,18%)   | 0            |
| ostali i nepoznato | 31 (2,26%)     | 6 (1,31%)    | 1 (0,33%)    |
| ukupno             | 1.368          | 458          | 301          |

### Popis 2013.
| Gornji Čajdraš     |              |
| godina popisa      | 2013.        |
| Hrvati             | 406 (61,14%) |
| Bošnjaci           | 229 (34,49%) |
| Srbi               | 5 (0,75%)    |
| ostali i nepoznato | 24 (3,61%)   |
| ukupno             | 664          |

## Vanjske poveznice
- Facebook Župa Srca Isusova Čajdraš